# Мухомор серо-розовый
Мухомо́р се́ро-ро́зовый (лат. Amanita rubescens) — гриб рода Мухомор (Amanita) семейства Мухоморовые (Amanitaceae). 
Русские синонимы:
- Мухомор ро́зовый
- Мухомор красне́ющий
- Мухомор жемчу́жный (мухомором жемчужным чаще называют вид Amanita junquillea)

## Описание

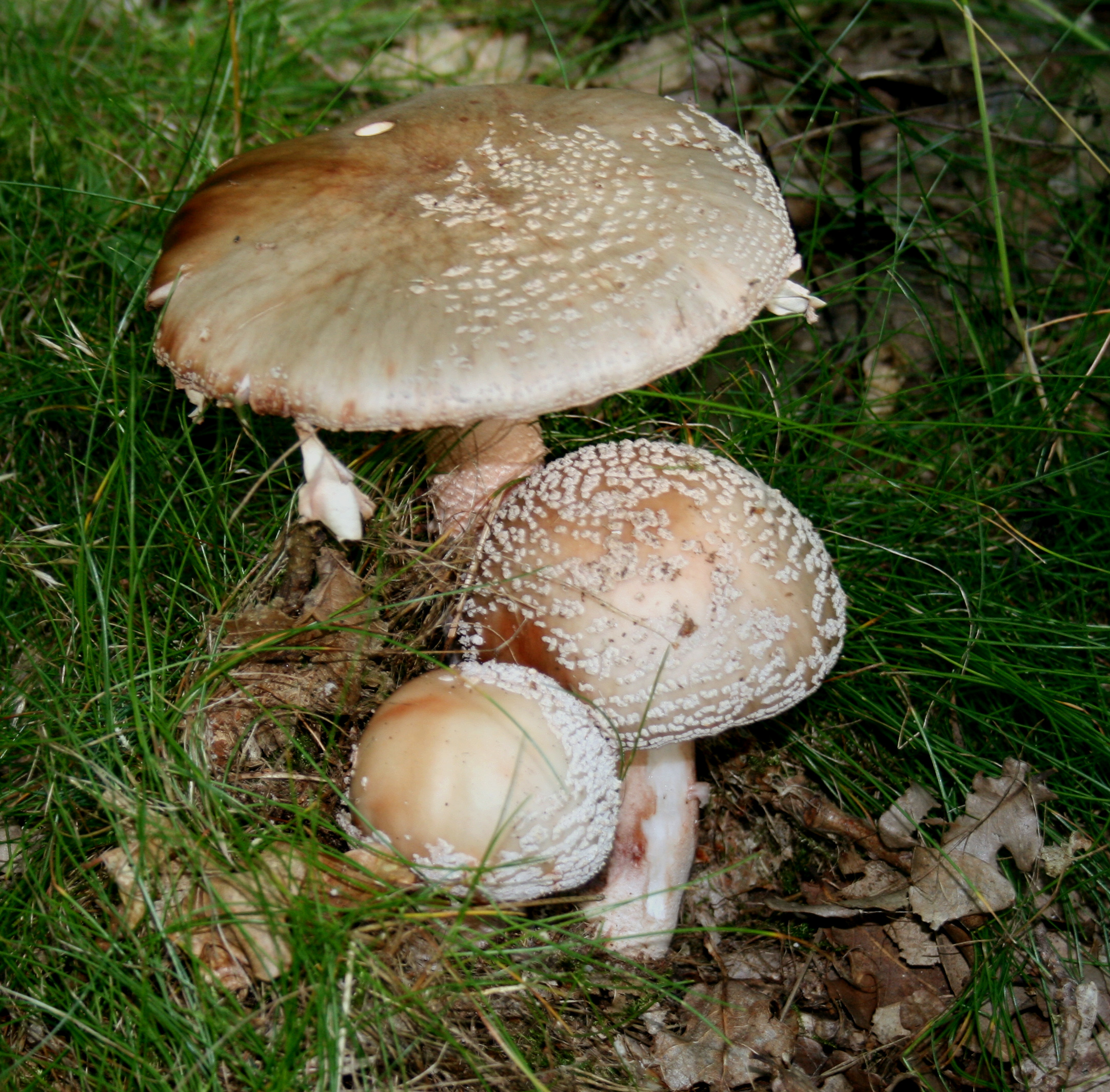
Amanita rubescens

Плодовое тело шляпконожечное, центральное. 

- Шляпка диаметром 6—20 см, обычно не больше 15 см. Изначально полушаровидная или яйцевидная, затем выпуклая, у старых грибов плоско-распростёртая, без заметного бугорка. Кожица чаще всего серовато-розового цвета или красно-коричневая, до мясо-красного, блестящая, слегка клейкая.
- Мякоть белая, мясистая или тонкомясистая, со слабоватым вкусом, без особого запаха. При повреждении постепенно окрашивается сначала в светло-розовый, затем в характерный интенсивный винно-розовый цвет.

Ножка 3—10 × 1,5—3 см (иногда высотой до 20 см), цилиндрическая, вначале сплошная, затем становится полая. Цвет — белый или розоватый, поверхность бывает бугорчатая. В основании имеет клубневидное утолщение, которое даже у молодых грибов часто повреждается насекомыми и мякоть его оказывается пронизанной окрашенными ходами. 

Пластинки белые, очень частые, широкие, свободные. При прикосновении краснеют, как и мякоть шляпки и ножки.

Остатки покрывала. Кольцо широкое, плёнчатое, свисающее, сначала белое, затем розовеет. На верхней поверхности имеет хорошо заметные бороздки. Вольва слабо выражена, в виде одного или двух колец на клубневидном основании ножки. Хлопья на шляпке бородавчатые или в виде небольших плёнчатых обрывков, от белых до коричневатых или грязно-розовых.
Споровый порошок беловатый.

Споры 8,5 × 6,5 мкм, эллипсоидальные, амилоидные.

### Изменчивость
Цвет шляпки у молодых грибов бывает грязно-белый или светло-охристый, у старых — до тёмно-коричневого. Поверхность ножки гладкая или мучнистая, цвет может меняться от почти белого до фиолетового.

## Экологияи распространение
Образует микоризу с лиственными и хвойными деревьями, особенно с берёзой и сосной. Растёт на почвах любого типа, повсеместно в зоне умеренного климата Северного полушария. 

Плодоносит одиночно или небольшими группами, встречается часто. 

Сезон с весны до поздней осени, наиболее часто с июля по октябрь.

## Сходные виды

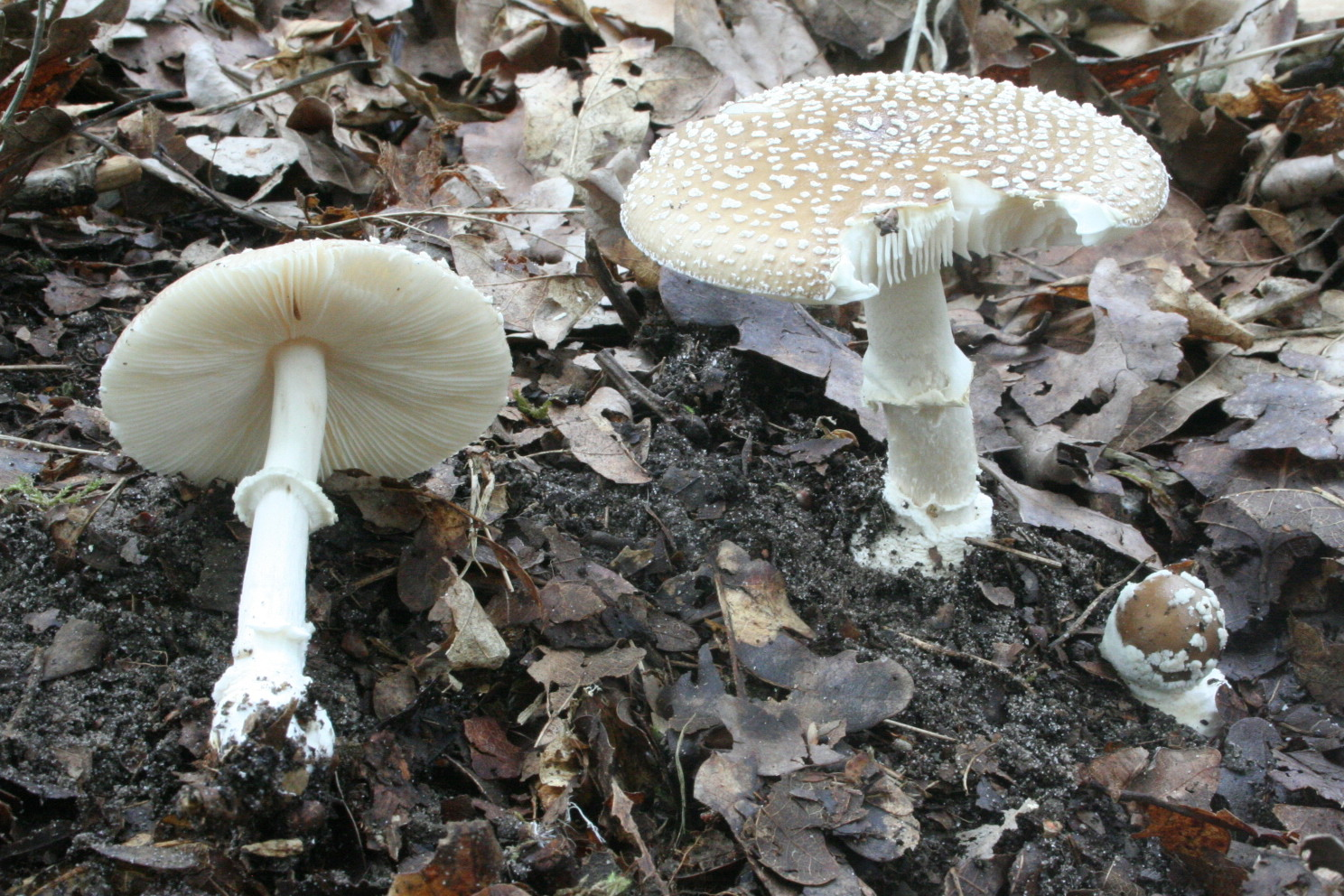
Мухомор пантерный

Ядовитые и несъедобные:
Мухомор пантерный (Amanita pantherina) — ядовитый гриб, имеет гладкое и более узкое кольцо, мякоть его всегда белая, отличается также формой основания ножки и вольвой.
Мухомор толстый (Amanita spissa) —  отличается белой или сероватой мякотью, не меняющейся на воздухе, с неприятным запахом и землистым вкусом.

### Опасность
Особую опасность представляет сходство с мухомором пантерным, к тому же эти грибы часто растут в одних и тех же местах, по соседству.
| Признаки:             | Мякоть                                                            | Кольцо                                                        | Основание ножки и вольва                                                                                               |
| --------------------- | ----------------------------------------------------------------- | ------------------------------------------------------------- | --- |
| Мухомор серо-розовый: | Белая, при повреждении медленно окрашивается в винно-розовый цвет | Широкое, с хорошо заметными бороздками на верхней поверхности | Обратно-конической формы, вольва незаметна или в виде узких плёнчатых колец                                            |
| Мухомор пантерный:    | Белая, цвет не меняет                                             | Более узкое, гладкое, часто расположено низко на ножке        | Более округлое, с разомкнутым верхним краем, вольва приросшая, многослойная, поднимается на ножку несколькими кольцами |

## Галерея

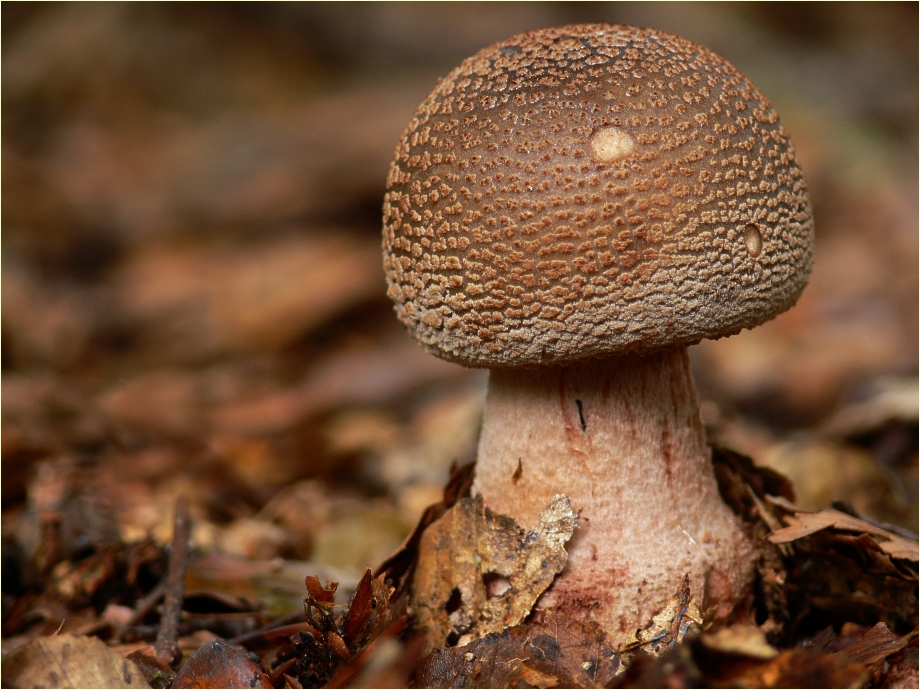
Молодой гриб, вольва практически отсутствует
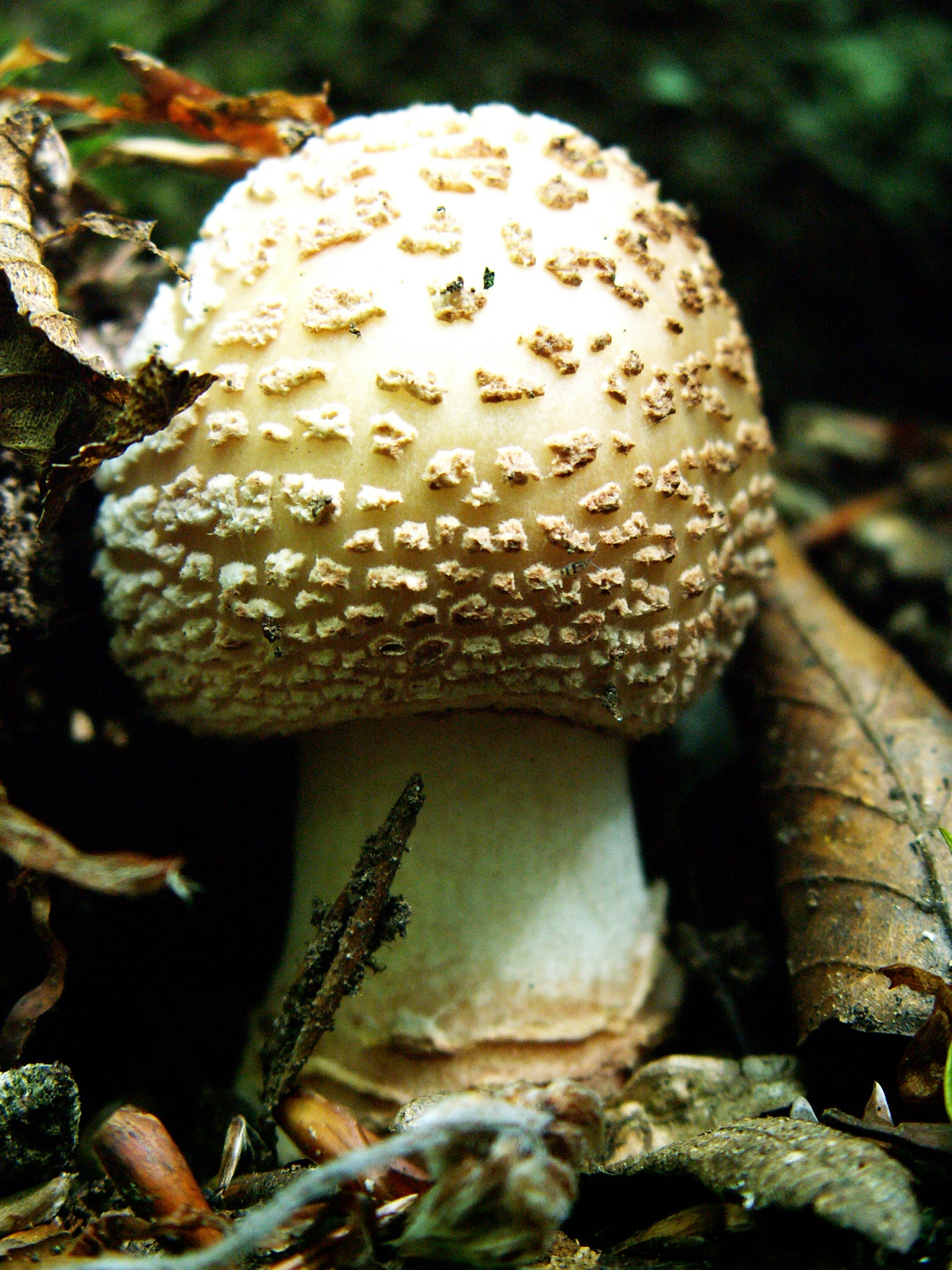
Молодой гриб, более светлая форма, вольва заметна
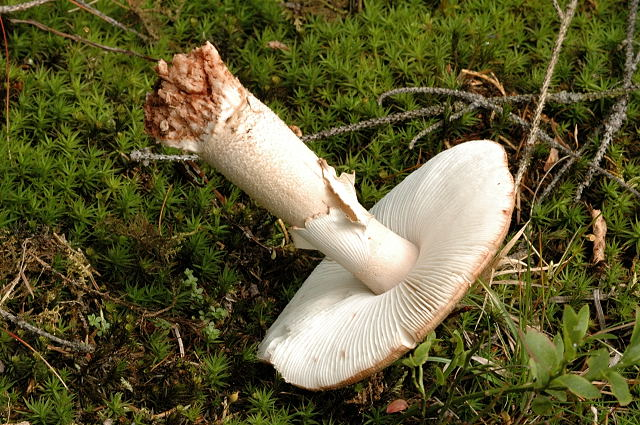
Зрелый гриб, заметно бороздчатое кольцо, низ ножки повреждён личинками
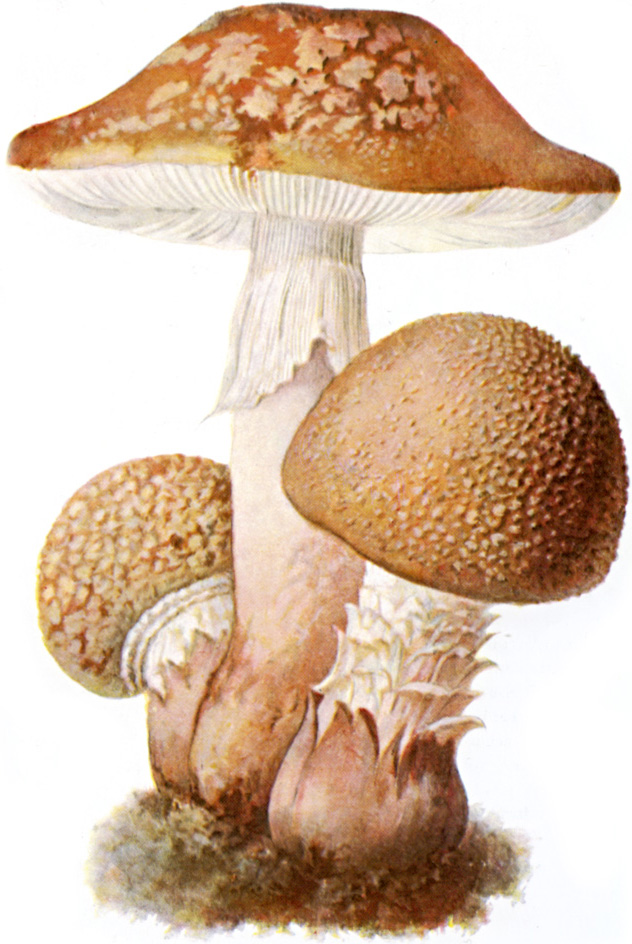
Иллюстрация
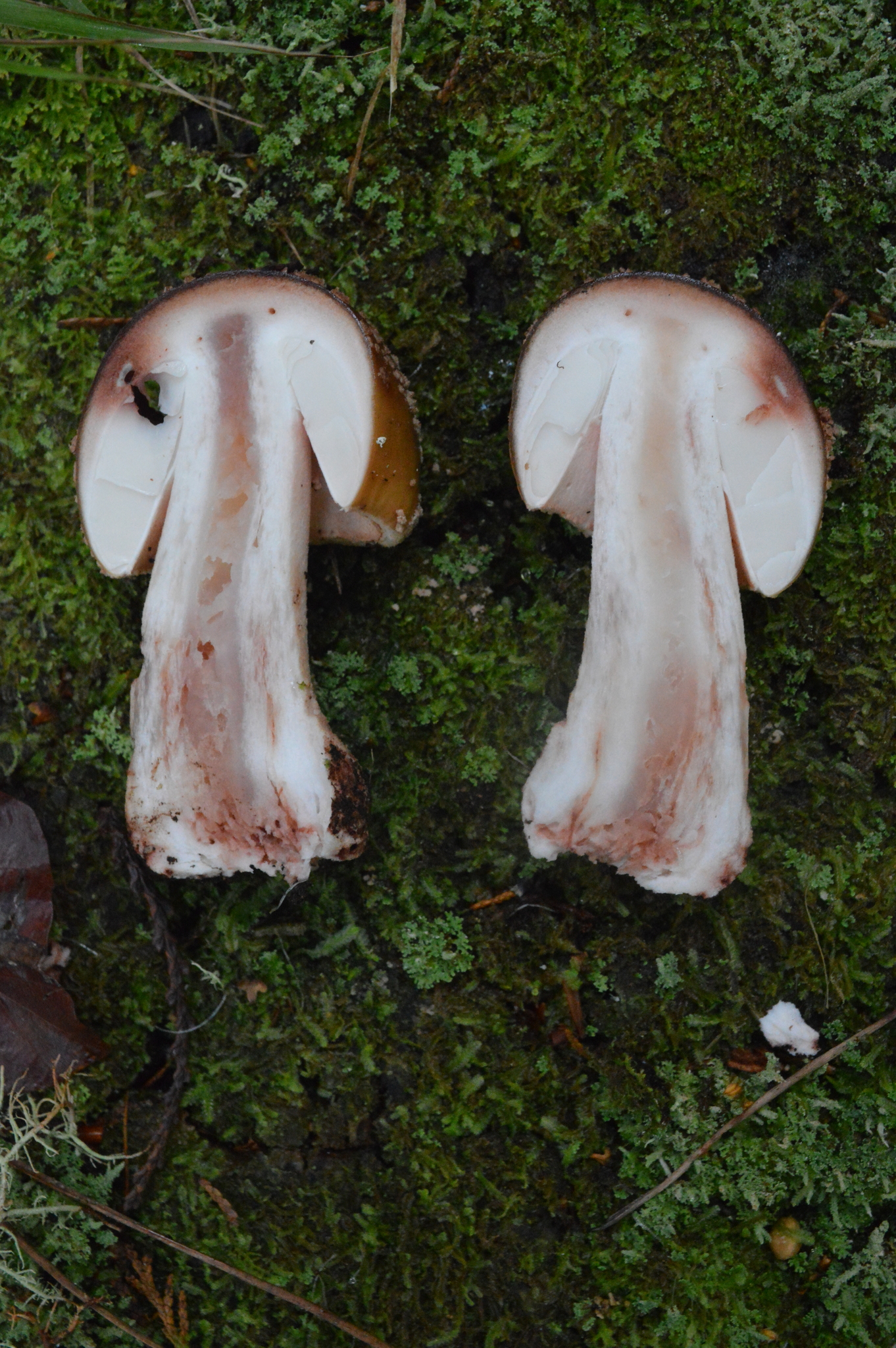
В разрезе